# Belgian Masters

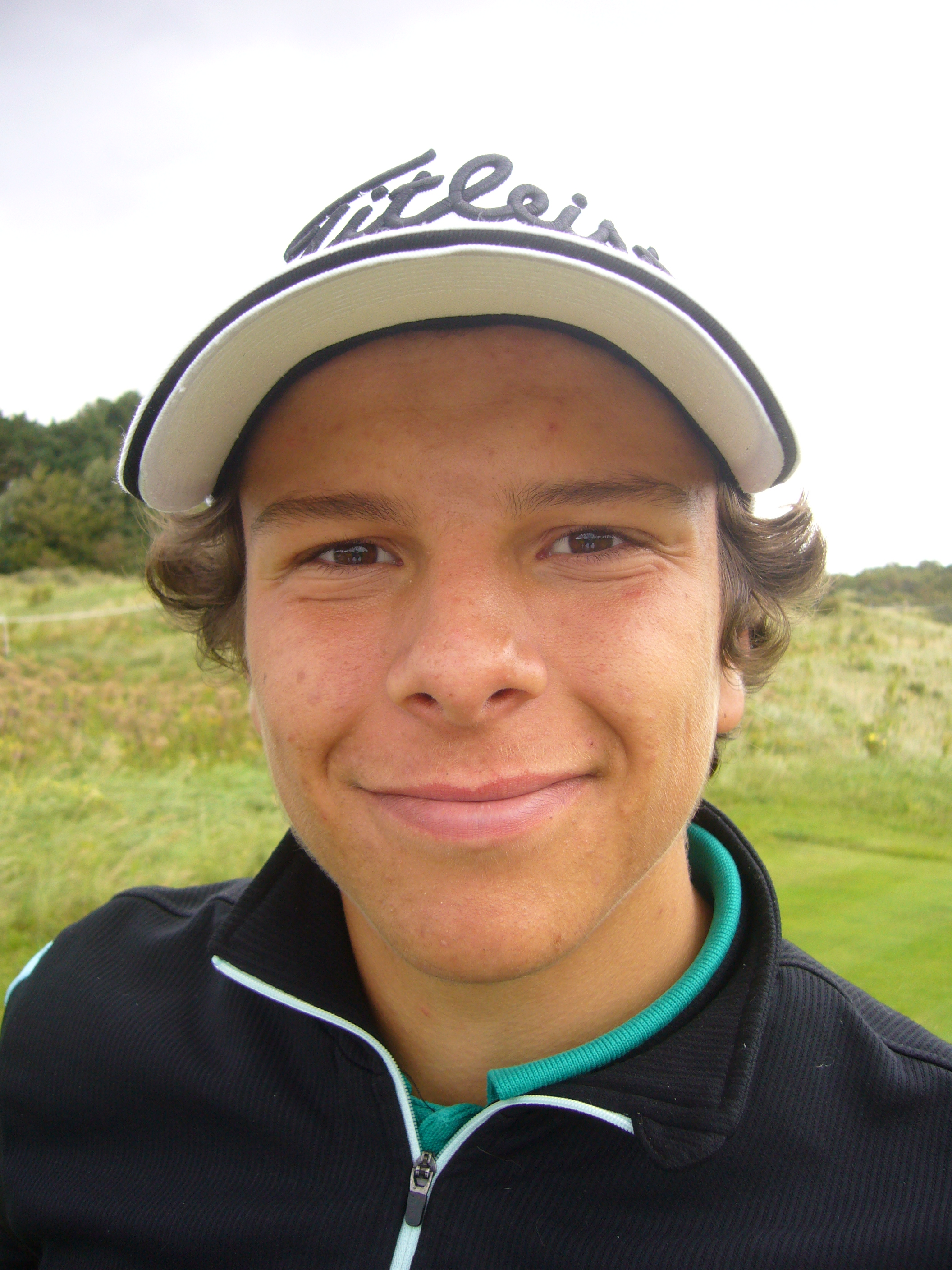
Kevin Hesbois
winnaar 2007

De Belgian Masters is een nationaal golftoernooi in België.
Vanaf 1993 wordt de Belgian Masters ieder jaar gespeeld. Het toernooi werd opgericht door Eric en Jean Jottrand, en wordt altijd op Falnuée gespeeld. Het is een 36-holes toernooi, dat verspeeld wordt in twee dagen. Deelnemers zijn alle clubkampioenen van België.
Behalve genoemd toernooi wordt er ook om de beste clubscore gespeeld, dus de twee scores van de dameskampioene en de herenkampioen van iedere club worden opgeteld.

## Winnaar individueel
| Jaar | Dames               | Heren                 |
| ---- | ------------------- | --------------------- |
| 1993 | Catherine Pons      | Jean-Christophe Beyne |
| 1994 | Naïma Ghilain       | Patrick Renard        |
| 1995 | Annabelle Hahxe     | Nicolas Theys         |
| 1996 | Annabelle Hahxe     | Dieudonné Couquelet   |
| 1997 | Catherine Pons      | Arnaud Beaupain       |
| 1998 | Valérie d'Argembeau | Kevin Thorrout        |
| 1999 | Wendy Widemann      | Stefan Boschmans      |
| 2000 | Clemence Gillon     | Jean-Christophe Beyne |
| 2001 | Wendy Widemann      | Stefan Boschmans      |
| 2002 | Valerie Van Hecke   | Sebastien Wulf        |
| 2003 | Justine Barbier     | Stefan Boschmans      |
| 2004 | Wendy Widemann      | Stefan Boschmans      |
| 2005 | Benedicte Toumpsin  | Hugues Joannes        |
| 2006 | Victoria Le Hardy   | Pierre Relecom        |
| 2007 | Victoria Le Hardy   | Kevin Hesbois         |
| 2008 | Laura Christiaens   | Dimitri Van Doren     |
| 2009 | Fanny Cnops         | Stefan Quy            |
| 2010 | Fanny Cnops         | Stefan Quy            |
| 2011 | Laura Christiaens   | Michael Jones         |
| 2012 | Albane Flamant      | Kevin Vanden Bossche  |
| 2013 | Stéphanie Fransolet | Rutger Dhondt         |
| 2014 | Clarisse Louis      | Rutger Dhondt         |

## Winnaar teams
| Jaar | Club         | Speelster     | Score | Speler          | Score | Totaal |
| ---- | ------------ | ------------- | ----- | --------------- | ----- | ------ |
| 2013 | La Tournette | Clara Avening | 75-74 | Olivier Depasse | 84-82 | 315    |